# 写生

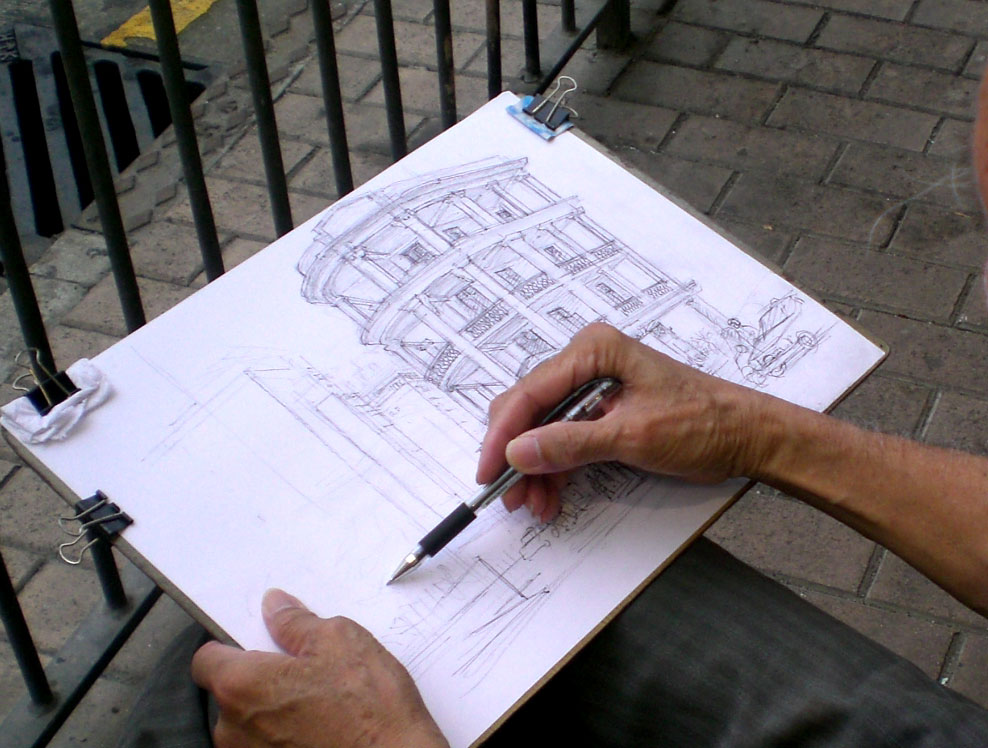
美術家在街頭寫生 - 雷生春

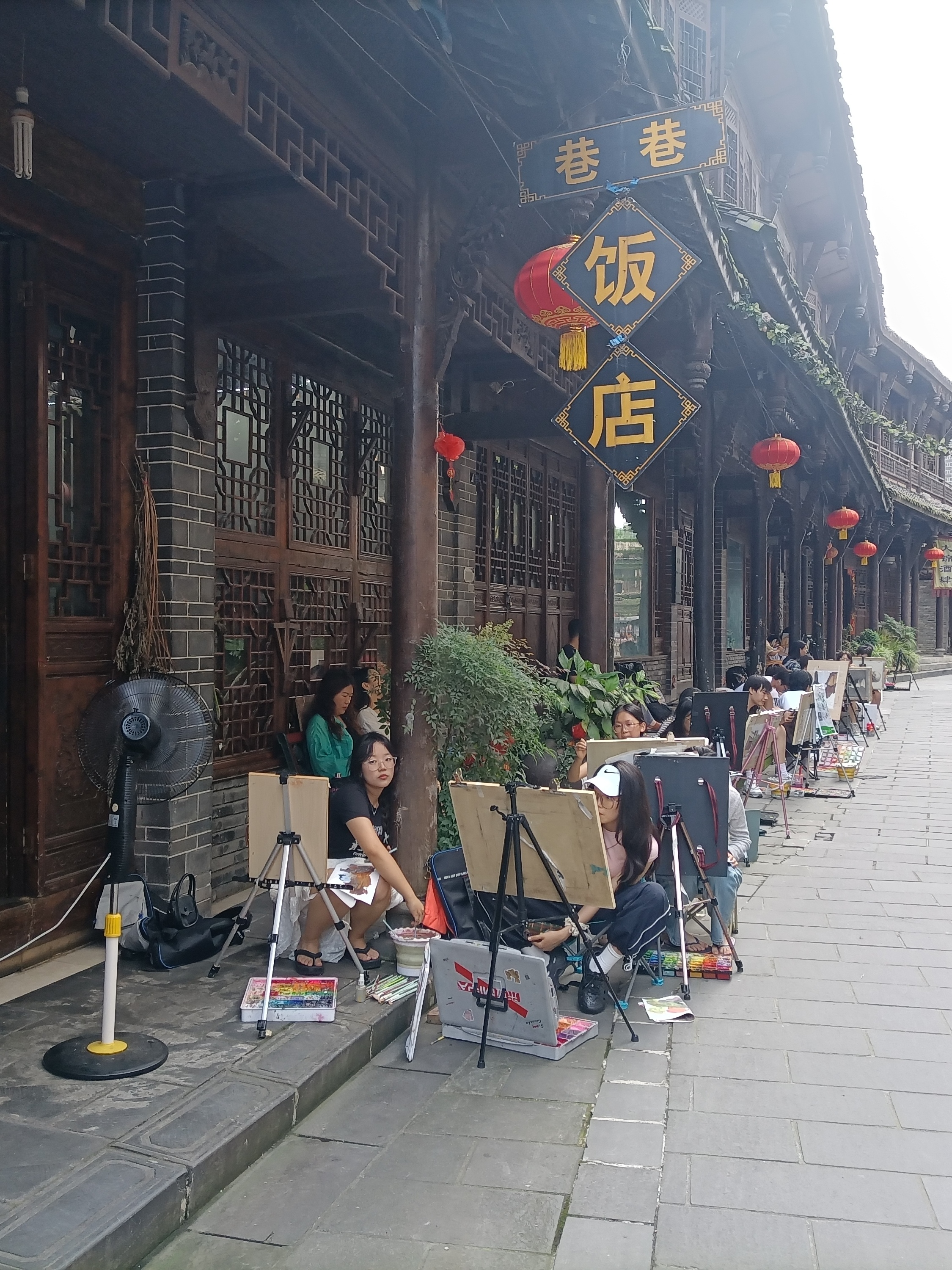
美术学校的学生写生

写生，是直接面对对象进行描绘的一种绘画方法，基本有“风景写生”、“静物写生”和“人像写生”等多种根据描绘对象不同的分类。一般写生不作为成品绘画，只是为作品搜集素材，但逐渐发展也有的画家直接用写生的方法创作，尤其是印象派的画家，经常利用风景写生，直接描绘瞬间即逝的光影变化，所以有时也被称为“外光派画家”。
西方画家非常重视写生，主要以写生来搜集素材；中国画家则一般主要依靠看和记忆，有的画家也“临渊摹笔”，但绝大部分古代画家虽然也强调“师法自然”，但只是饱览名山大川，回家以后凭记忆下笔。中国绘画工具不易携带和野外使用。现代的中国画家也重视写生，应用现代的速写工具搜集素材。
写生对描绘细节和光影变化非常重要，人不可能记住所有这些细节，经常写生对研究色彩学的规律也非常有启发。写生也是开始学习绘画时最重要的训练方法。